# قارچ کرک‌دودی
قارچ کرک‌دودی (نام علمی: Tricholoma atrosquamosum) نام یک گونه از سرده قارچ کرکی‌لبه است.